# Jean Monnier
Pour les articles homonymes, voir Monnier.
Jean Monnier, né le 3 mai 1930 à Segré (Maine-et-Loire) et mort le 26 octobre 2018 à Angers, est un homme politique français.

## Biographie
Ébéniste, membre actif de la Jeunesse ouvrière chrétienne, ancien directeur de foyer de jeunes travailleurs, secrétaire départemental de la CFDT, premier secrétaire fédéral du Parti Socialiste de Maine-et-Loire, il est devenu en 1973 le premier conseiller général socialiste depuis l'avènement de la Ve République élu dans ce département. Il est maire (PS puis DVG) de la ville d'Angers de 1977 à 1998. Il détient le record de longévité à ce poste dans l'histoire de la ville. Il a par ailleurs été président du District urbain d'Angers de 1977 à 2001.
Rocardien, il est élu maire en 1977 sur une liste d'union de la gauche. Exclu du PS en 1983, pour son refus de s'unir à nouveau aux communistes, il est cependant réélu maire par la suite. Développant une image démocrate sociale, il est réélu en 1989 et 1995 en s'appuyant sur les socialistes et les centristes.
Il se retire à mi-mandat en 1998, apportant son soutien à son premier adjoint socialiste, Jean-Claude Antonini, qu'il renouvelle en 2001. En 2008, il préfère soutenir le candidat UMP, Christophe Béchu, après avoir soutenu François Bayrou à l'élection présidentielle française de 2007.
Dit le roi Jean, décédé à l’âge de 88 ans, ils sont venus nombreux saluer la mémoire de Jean Monnier, celui qui a marqué Angers de son empreinte durant 21 ans. Aux côtés de la famille, de nombreuses personnalités politiques, comme l'ancien Premier ministre et maire de Nantes, Jean-Marc Ayrault.